# Kasteeltje De Warande
Het Kasteeltje De Warande is een villa in de Belgische gemeente Wetteren, gelegen aan de Warandelaan 14.

## Geschiedenis
Het gebied De Warande was vanouds onbebouwd. Wel stond hier een houten windmolentje, opgericht in 1853 door touwslager Bernard Bijl, ten behoeve van de aandrijving in zijn bedrijf. Deze zou gesloopt zijn in 1877.

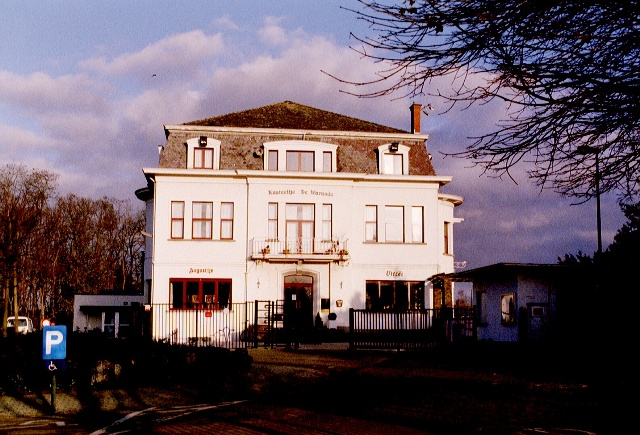
Kasteeltje De Warande anno 2002

De villa werd in 1931-1932 gebouwd in opdracht van August Rasschaert en stond bekend als Kasteel Rasschaert en later, na 1937, als Kasteel Lacourt. 
In 1951 werd het kasteeltje met omliggend park aangekocht door de gemeente, die het domein omvormde tot het sport- en recreatiecomplex De Warande, waarbij het kasteeltje een horecafunctie kreeg. In 2009 werd het kasteeltje nog gerenoveerd. In 2018 werd het herdoopt in Kasteeltje La Koer, een verwijzing naar Lacourt.